# Groupe scolaire Pierre-Loti
Le groupe scolaire Pierre-Loti est un bâtiment scolaire situé dans la ville de La Rochelle en Charente-Maritime.

## Situation
L'édifice est situé 20 avenue Pierre-Loti.

## Histoire
Il abrite une peinture de l'artiste Gaston Balande.
Tous les bâtiments (y compris le blockhaus) constituant le groupe scolaire, en totalité sont inscrits au titre des monuments historiques par arrêté du 12 février 2002.